# Cratere Genua
Genua è un cratere sulla superficie di 21 Lutetia.